# Anya Lahiri
Anya Lahiri (* 1. Mai 1982 in Golders Green, London) ist eine britische Schauspielerin, Sängerin und Model indischer und finnischer Abstammung. Sie war von 1998 bis 2000 Mitglied der britischen Pop-Girlgroup Precious.

## Leben

### Precious
Anya Lahiri startete 1998 ihre Musikkarriere in der britischen Girlgroup Precious, die 1999 mit dem Song Say It Again am britischen Vorentscheid zum Eurovision Song Contest in Jerusalem teilnahmen und diesen gewannen. Obwohl Say It Again in den britischen Charts ein Top-Ten-Hit wurde, floppte er beim Eurovision Song Contest, und so erreichten Precious mit 38 Punkten nur den zwölften Platz. Weitere Veröffentlichungen von Precious erzielten nur bescheidene Erfolge, was schließlich ausschlaggebend für die Auflösung der Band im Jahre 2000 war.

### Karriere als Model
Lahiri startete ihre Karriere als Model im Alter von 16 Jahren. In den letzten fünf Jahren als Studentin modelte sie für eine Palette von Marken, wie zum Beispiel für Asda und Asos. Außerdem zierte sie das Cover der Magazine Company und More. 2003 war sie eines der FHM „Pit Girls“.

### Schauspielerische Karriere
2004 startete Lahiri eine neue Karriere als Schauspielerin, wo sie zum Beispiel in den Filmen Tornado – Tödlicher Sog mit Daniel Bernhardt, The Grooming mit Jacqueline Bisset oder dem dritten und letzten Teil der Goal-Reihe – mit dem Titel Goal III – Das Finale – mitwirkte.

## Filmografie (Auswahl)
- 2004: Keen Eddie (Fernsehserie, 3 Episoden)
- 2005: Tornado – Tödlicher Sog (Nature Unleashed: Tornado)
- 2005: The Fine Art of Love: Mine Ha-Ha
- 2008: Daylight Robbery
- 2008: I Can’t Think Straight
- 2009: Goal III – Das Finale (GOAL 3: Taking on the World)
- 2009: The Scar Crow
- 2009: Life Blood
- 2009: Sunset Vampires
- 2010: Swinging with the Finkels
- 2010: The Commuter (Kurzfilm)
- 2010: Meet Pursuit Delange